# Joachim (książę duński)
Joachim Glücksburg (duń. Joachim Holger Waldemar Christian; ur. 7 czerwca 1969 w Kopenhadze) – książę Danii, hrabia Monpezat. Jest drugim synem królowej Danii, Małgorzaty II, oraz jej męża, Henryka de Laborde de Monpezata. Zajmuje piąte miejsce w linii sukcesji do duńskiego tronu, za swoją bratanicą, Józefiną, a przed swoim najstarszym synem, Mikołajem.
W latach 1995–2005 jego żoną była Aleksandra Manley, z którą doczekał się dwóch synów – Mikołaja (ur. 1999) i Feliksa (ur. 2002). W 2008 roku ożenił się z Marią Cavallier. Ma z nią dwoje dzieci – Henryka (ur. 2009) i Atenę (ur. 2012).

## Życiorys
Urodził się 7 czerwca 1969 roku w Kopenhadze. Jest drugim synem królowej Danii, Małgorzaty II (ur. 1940), oraz jej męża, Henryka de Laborde de Monpezata (1934-2018).
Został ochrzczony w wierze luterańskiej 15 lipca 1969 roku w katedrze w Århus. Był zarazem pierwszym członkiem duńskiej rodziny królewskiej, który został ochrzczony poza Kopenhagą. Jego chrzestnymi zostali: jego ciotka, Benedykta (księżniczka Danii), jego stryj, Jean Baptiste de Laborde de Monpezat, a także: Krystyna Bernadotte (księżniczka Szwecji) i Harald Glücksburg (późniejszy król Norwegii, Harald V).

## Małżeństwa i potomstwo
18 listopada 1995 żoną Joachima została, pochodząca z Hongkongu – Alexandra Christina Manley. W sierpniu 2004 małżonkowie ogłosili separację. Według prasy do rozwodu przyczynił się styl życia Joachima, który jest miłośnikiem nocnych klubów i wyścigów samochodowych. 8 kwietnia 2005 doszło do rozwodu pary. Joachim i Alexandra mają dwóch synów, nad którymi sprawowali opiekę naprzemienną do ukończenia przez Nich pełnoletności:
- książę Mikołaj (ur. 28 sierpnia 1999)
- książę Feliks (ur. 22 lipca 2002)

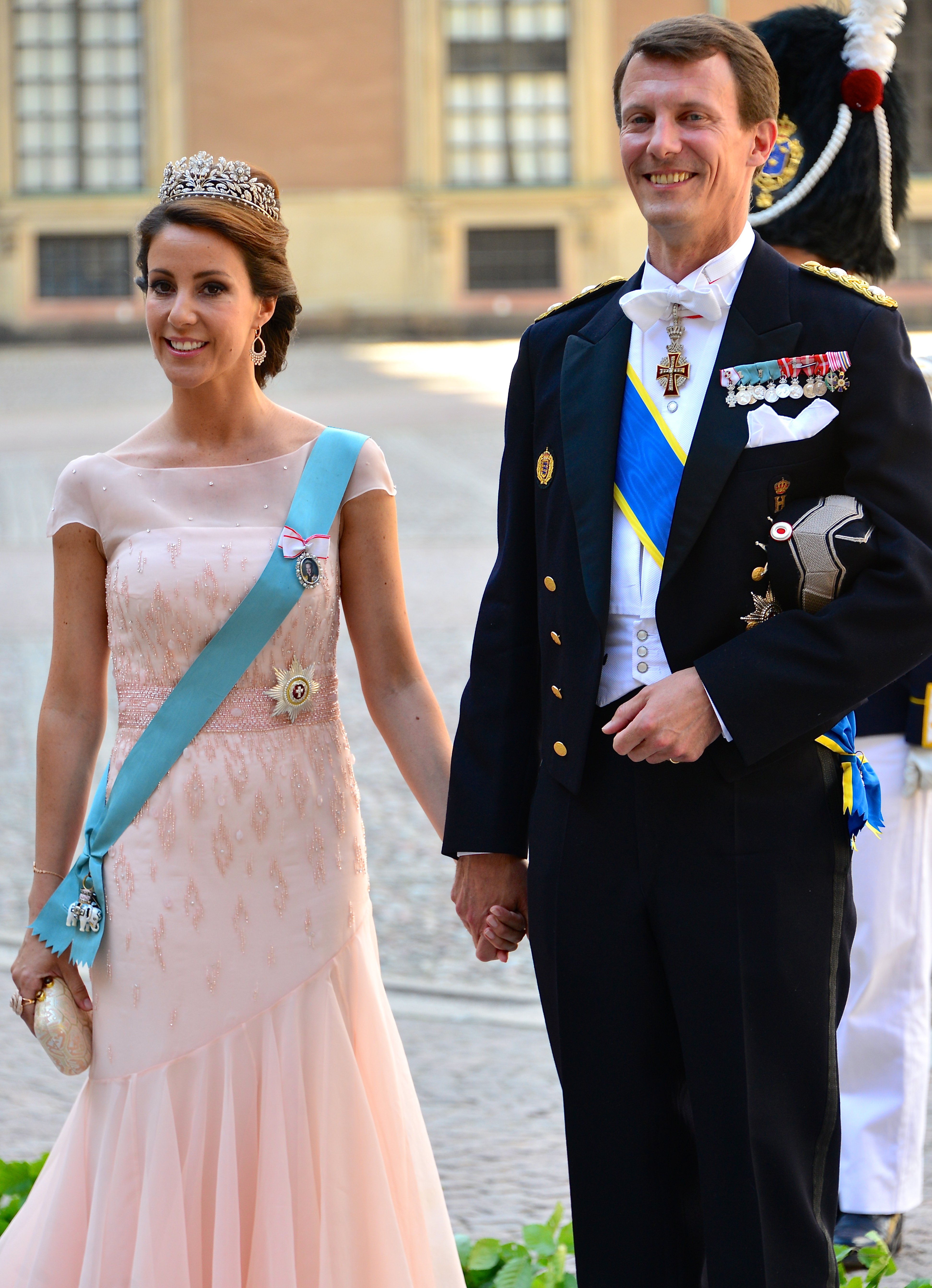
Joachim z drugą żoną na ślubie księżniczki szwedzkiej, Magdaleny, z Christopherem O'Neillem (2013)

3 października 2007 ogłoszono zaręczyny księcia Joachima z Marie Cavallier (ur. 6 lutego 1976). Ślub odbył się 24 maja 2008. Oficjalny tytuł Marie to „Jej Królewska Wysokość Księżna Marie Duńska, Hrabina Monpezat”. Joachim i Marie mają syna i córkę:
- książę Henryk Karol Joachim Alan (ur. 4 maja 2009)
- księżniczka Atena Małgorzata Franciszka Maria (ur. 24 stycznia 2012)

## Odznaczenia
- Order Słonia
- Wielki Komandor Orderu Danebroga (2004)[2]
- Odznaka Honorowa Orderu Danebroga
- Medal Pamiątkowy Złotych Godów Królowej Małgorzaty i Księcia Henryka (2017)
- Medal Pamiątkowy 75-lecia Urodzin Królowej Małgorzaty II (2015)
- Medal Pamiątkowy 40-lecia Panowania Królowej Małgorzaty II (2012)
- Medal Pamiątkowy 70-lecia Urodzin Królowej Małgorzaty II (2010)
- Medal Pamiątkowy 75-lecia Urodzin Księcia Henryka (2011)
- Medal Pamiątkowy 25-lecia Panowania Królowej Małgorzaty II (1997)
- Medal Pamiątkowy Srebrnych Godów Królowej Małgorzaty i Księcia Henryka (1992)
- Medal Wspomnieniowy 100-lecia od Narodzin Króla Fryderyka IX (1999)
- Medal Wspomnieniowy Królowej Ingrid (2001)
- Medal Pamiątkowy 50-lecia od Przybycia Królowej Ingrid do Danii (1985)
- Odznaka Zasługi Gwardii
- Odznaka Honorowa za Dobrą Służbę w Rezerwie
- Odznaka Honorowa Zrzeszenia Oficerów Rezerwy
- The Nordic Blue Berets Medal of Honour
- Krzyż Wielki Orderu Gwiazdy Polarnej (Szwecja)
- Krzyż Wielki Orderu Świętego Olafa (Norwegia)
- Krzyż Wielki Orderu Białej Róży (Finlandia)
- Krzyż Wielki Orderu Sokoła Islandzkiego (Islandia, 2017)[3]
- Krzyż Wielki Orderu Korony (Belgia)
- Krzyż Wielki Orderu Zasługi Adolfa de Nassau (Luksemburg)
- Krzyż Wielki Orderu Domowego Orańskiego Korony (Holandia)[4]
- Order Trishakti-Patta I klasy (Nepal)
- Wielka Wstęga Orderu Odrodzenia (Jordania)
- Order Chryzantemy (Japonia)
- Krzyż Wielki Orderu Zasługi (Niemcy)
- Krzyż Wielki Orderu Gwiazdy Rumunii (2004, Rumunia)
- Order Stara Płanina I klasy (Bułgaria)
- Krzyż Wielki Orderu Feniksa (Grecja)
- Krzyż Wielki Orderu Krzyża Południa (Brazylia)
- Wielka Wstęga Orderu Orła Azteckiego (2016, Meksyk)[5]

## Genealogia
| Prapradziadkowie                        | król Danii Fryderyk VIII (1843-1912) ∞1869 Luiza Bernadotte (1851-1926)                           | wielki książę Fryderyk Franciszek III (1851-1897) ∞1879 Anastazja Michajłowna Romanowa (1860-1922) | król Szwecji Gustaw V Bernadotte (1858-1950) ∞1881 Wiktoria Badeńska (1862-1930)                  | Artur Koburg (1850-1942) ∞1879 Luiza Hohenzollern (1860-1917)                                     | Aristide de Laborde de Monpezat (1830-1888) ∞1860 Jeanne-Emilie Borde (1835-1889)                 | Eugene Hallberg (1839-1921) ∞1862 Clara Vernhes (1844-1922)                                       | Jean-Alfred Doursenot (1855-1940) ∞1882 Marie-Louise Barrière (1863-1941)                         | Leonard Gay (1846-1918) ∞1872 Marguerite Laforest (1853-1921)                                     |
| Pradziadkowie                           | król Danii i Islandii Chrystian X (1870-1947) ∞1898 Aleksandra meklemburska (1879-1952)           | król Danii i Islandii Chrystian X (1870-1947) ∞1898 Aleksandra meklemburska (1879-1952)            | król Szwecji Gustaw VI Adolf (1882-1972) ∞1905 Małgorzata Koburg (1882-1920)                      | król Szwecji Gustaw VI Adolf (1882-1972) ∞1905 Małgorzata Koburg (1882-1920)                      | Henri de Laborde de Monpezat (1868-1929) ∞1904 Henriette Hallberg (1880-1973)                     | Henri de Laborde de Monpezat (1868-1929) ∞1904 Henriette Hallberg (1880-1973)                     | Maurice Doursenot (1883-1916) ∞1907 Marguerite Gay (1883-1974)                                    | Maurice Doursenot (1883-1916) ∞1907 Marguerite Gay (1883-1974)                                    |
| Dziadkowie                              | król Danii Fryderyk IX (1899-1972) ∞1935 Ingrid Bernadotte (1910-2000)                            | król Danii Fryderyk IX (1899-1972) ∞1935 Ingrid Bernadotte (1910-2000)                             | król Danii Fryderyk IX (1899-1972) ∞1935 Ingrid Bernadotte (1910-2000)                            | król Danii Fryderyk IX (1899-1972) ∞1935 Ingrid Bernadotte (1910-2000)                            | André de Laborde de Monpezat (1907-1998) ∞1934 Renée Doursenot (1908-2001)                        | André de Laborde de Monpezat (1907-1998) ∞1934 Renée Doursenot (1908-2001)                        | André de Laborde de Monpezat (1907-1998) ∞1934 Renée Doursenot (1908-2001)                        | André de Laborde de Monpezat (1907-1998) ∞1934 Renée Doursenot (1908-2001)                        |
| Rodzice                                 | królowa Danii Małgorzata II Glücksburg (ur. 1940) ∞1967 Henryk de Laborde de Monpezat (1934-2018) | królowa Danii Małgorzata II Glücksburg (ur. 1940) ∞1967 Henryk de Laborde de Monpezat (1934-2018)  | królowa Danii Małgorzata II Glücksburg (ur. 1940) ∞1967 Henryk de Laborde de Monpezat (1934-2018) | królowa Danii Małgorzata II Glücksburg (ur. 1940) ∞1967 Henryk de Laborde de Monpezat (1934-2018) | królowa Danii Małgorzata II Glücksburg (ur. 1940) ∞1967 Henryk de Laborde de Monpezat (1934-2018) | królowa Danii Małgorzata II Glücksburg (ur. 1940) ∞1967 Henryk de Laborde de Monpezat (1934-2018) | królowa Danii Małgorzata II Glücksburg (ur. 1940) ∞1967 Henryk de Laborde de Monpezat (1934-2018) | królowa Danii Małgorzata II Glücksburg (ur. 1940) ∞1967 Henryk de Laborde de Monpezat (1934-2018) |
| Joachim Glücksburg (ur. 7 czerwca 1969) |                                                                                                   | |                                                                                                   |                                                                                                   |                                                                                                   |                                                                                                   |                                                                                                   |                                                                                                   |